# Liste der Einträge im National Register of Historic Places im Camden County (Missouri)

Lage des Camden County in Missouri

Die Liste der Einträge im National Register of Historic Places im Camden County in Missouri führt die Bauwerke und historischen Stätten im Camden County auf, die in das National Register of Historic Places aufgenommen wurden.

## Legende
| NRHP | Historic Place    |
| HD   | Historic District |

## Aktuelle Einträge
| [ 3 ] | Name                                                                          | Bild                                                        | Eintragsdatum        | Lage                                                                                 | Ort            | Beschreibung |
| ----- | ----------------------------------------------------------------------------- | ----------------------------------------------------------- | -------------------- | ------------------------------------------------------------------------------------ | -------------- | ------------ |
| 1     | Camp Hawthorne Central Area District                                          |                                                             | 1985 ID-Nr. 85000523 | Nordöstlich von Camdenton im State Park 38° 6′ 54″ N, 92° 38′ 36″ W                  | Camdenton      |              |
| 2     | Camp Pin Oak Historic District                                                |                                                             | 1985 ID-Nr. 85001477 | Nordöstlich von Camdenton im State Park 38° 7′ 1″ N, 92° 37′ 27″ W                   | Camdenton      |              |
| 3     | Lake of the Ozarks Recreational Demonstration Area Barn/Garage in Kaiser Area |                                                             | 1985 ID-Nr. 85000523 | Nordöstlich von Camdenton im State Park 38° 6′ 37″ N, 92° 36′ 12″ W                  | Camdenton      |              |
| 4     | Lake of the Ozarks Recreational Demonstration Area Rising Sun Shelter         |                                                             | 1985 ID-Nr. 85000524 | Nordöstlich von Camdenton im State Park 38° 6′ 4″ N, 92° 37′ 10″ W                   | Camdenton      |              |
| 5     | Lake of the Ozarks Recreational Demonstration Area Shelter at McCubbin Point  |                                                             | 1985 ID-Nr. 85000524 | Nordöstlich von Camdenton im State Park 38° 5′ 51″ N, 92° 36′ 33″ W                  | Camdenton      |              |
| 6     | Lake of the Ozarks State Park Camp Clover Point Recreation Hall               |                                                             | 1985 ID-Nr. 85000502 | Nordöstlich von Camdenton im State Park 38° 6′ 24″ N, 92° 38′ 25″ W                  | Camdenton      |              |
| 7     | Lake of the Ozarks State Park Camp Rising Sun Recreation Hall                 |                                                             | 1985 ID-Nr. 85000502 | Nordöstlich von Camdenton im State Park 38° 6′ 23″ N, 92° 37′ 38″ W                  | Camdenton      |              |
| 8     | Lake of the Ozarks State Park Highway 134 Historic District                   | Lake of the Ozarks State Park Highway 134 Historic District | 1985 ID-Nr. 85000533 | Westlich von Brumley entlang der Missouri State Route 134 38° 6′ 37″ N, 92° 34′ 0″ W | Brumley        |              |
| 9     | Pin Oak Hollow Bridge                                                         |                                                             | 1985 ID-Nr. 85002737 | Lake of the Ozarks State Park 38° 6′ 50″ N, 92° 36′ 43″ W                            | Pin Oak Hollow |              |
| 10    | Urbauer Fishing Lodge Historic District                                       |                                                             | 2006 ID-Nr. 06000989 | 442 Riverbird Lane 37° 57′ 45″ N, 92° 50′ 5″ W                                       | Camdenton      |              |